# Den Martina Luthera Kinga

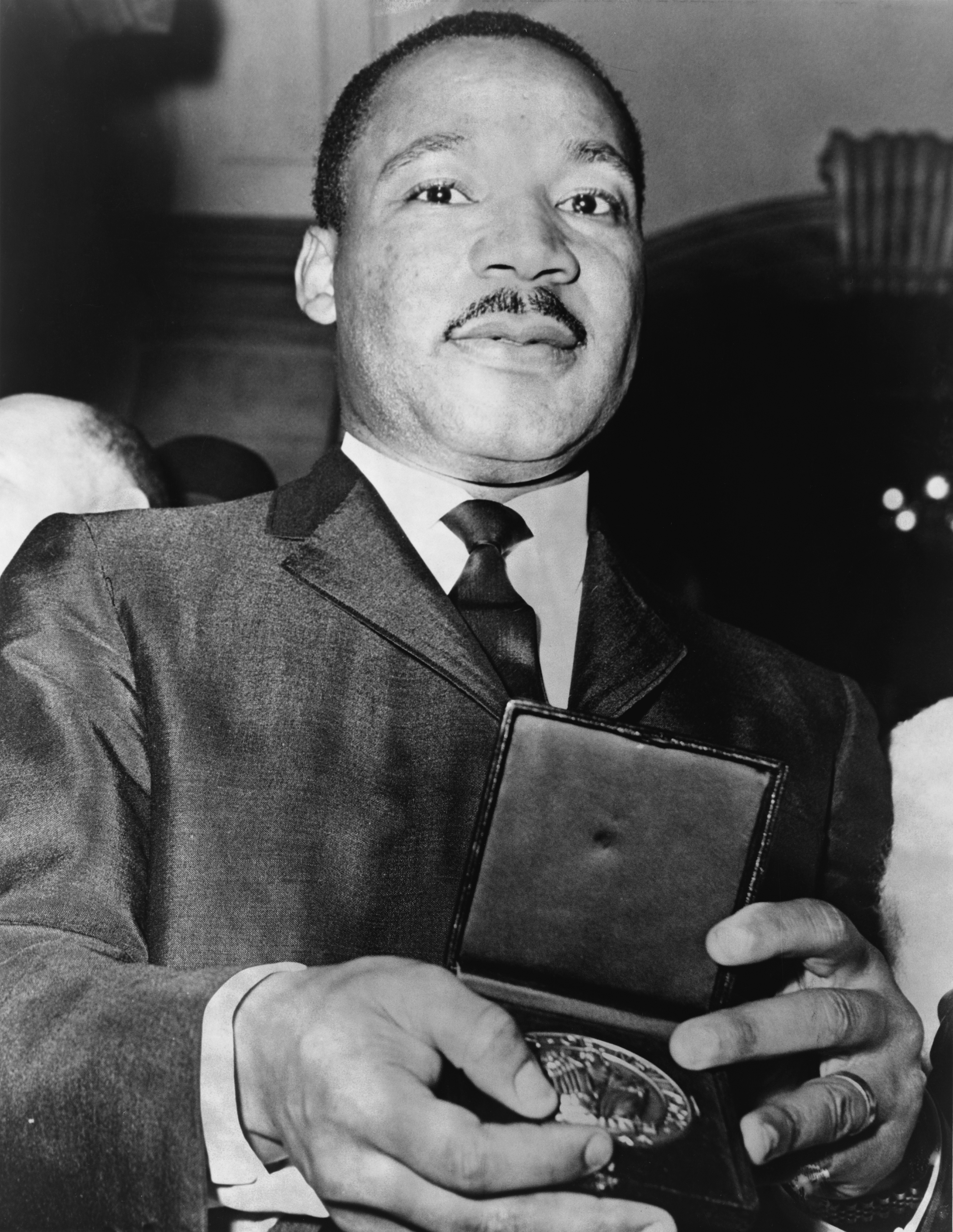
Martin Luther King, Jr. ukazuje ocenění, které dostal od starosty New Yorku Roberta F. Wagnera

Den Martina Luthera Kinga (anglicky: Martin Luther King Day) je americký státní svátek, který připomíná narození (15. ledna 1929) a dílo reverenda Martina Luthera Kinga, Jr., laureáta Nobelovy ceny za mír (1964) a vůdce afroamerického hnutí za občanská práva ve Spojených státech amerických v 50. a 60. letech 20. století. 
Slaví se třetí pondělí v měsíci lednu.
Martin Luther King sehrál jako politický organizátor, mimořádně zdatný řečník a zastánce nenásilných protestů zásadní roli při prosazování rasové rovnosti ve Spojených státech zrušením segregačních zákonů na státní i federální úrovni. 
Kampaň za ustavení federálního svátku na počest Kinga byla zahájena krátce po jeho vraždě 4. dubna 1968. Zákon ustavující svátek Martina Luthera Kinga podepsal v roce 1983 prezident Ronald Reagan, poprvé se svátek slavil 20. ledna 1986 v některých amerických státech. Federálním svátkem uznávaným ve všech 50 státech se stal v roce 2000.
Američané si Den Martina Luthera Kinga připomínají dobrovolnickou prací v duchu Kingovy věty „V životě je tou nejvytrvalejší a nejnaléhavější otázkou ‚co děláte pro druhé‘“. Den Martina Luthera Kinga je proto v USA dnem služby pro druhé (anglicky: Martin Luther King Day of Service).

## Data Dne Martina Luthera Kinga
- pondělí, 21. leden 2013
- pondělí, 20. leden 2014
- pondělí, 19. leden 2015
- pondělí, 20. leden 2020
- pondělí, 18. leden 2021
- pondělí, 17. leden 2022
- pondělí, 16. leden 2023